# Vendredi ou la Vie sauvage
Pour les articles homonymes, voir Vendredi (homonymie).
Vendredi ou la Vie sauvage est un livre de Michel Tournier paru en 1971 aux éditions Gallimard. Il est inspiré du livre Robinson Crusoé de Daniel Defoe. C'est l'adaptation pour la jeunesse de son livre Vendredi ou les Limbes du Pacifique.

## Résumé
Le 29 septembre 1759, Robinson Crusoé est à bord du navire La Virginie faisant route vers le Chili. Une tempête frappe le navire violemment. Robinson Crusoé a été chassé du navire. Il se retrouve alors sur une île déserte qu'il nomme « Speranza ». Seul naufragé, il est livré à lui-même avec son compagnon, Tenn, le chien de La Virginie. Sa solitude va le contraindre à faire preuve d'ingéniosité, de persévérance et de courage, afin de survivre dans ce monde sauvage. Jusqu'au jour où, se croyant abandonné de tous, il se lie d’amitié avec un indien qu'il surnomme « Vendredi ». Une occasion de quitter l'île se présente : un navire s'arrête sur l'île pour sauver Robinson. Mais ce dernier refuse de s'en aller, contrairement à Vendredi (par naïveté). Robinson ne reste cependant pas seul, mais avec le petit Jean que Robinson renomme Dimanche, le mousse du bateau Whitebird.

## Analyse et commentaire

### Genre littéraire
Vendredi ou la Vie sauvage, en mettant en scène le personnage de Robinson amené à survivre sur une île déserte, appartient au genre littéraire de la robinsonnade. Ce roman propose une réflexion sur les thèmes du  sauvage et du civilisé. Il s'inscrit donc dans la lignée de nombreuses réécritures du Robinson Crusoé de Daniel Defoe. Pour Michel Tournier, c'est l'universalité du mythe de Robinson qui est à l'origine de ces nombreuses réécritures.

### DeVendredi ou les Limbes du PacifiqueàVendredi ou la Vie sauvage
Vendredi ou la Vie sauvage est considéré comme l'adaptation pour la jeunesse d'un autre roman de Michel Tournier intitulé Vendredi ou les Limbes du Pacifique. Michel Tournier a cependant insisté sur le fait qu'il ne s'agissait pas d'une version abrégée ou appauvrie de son premier roman. En effet, cette version a été complètement modifiée par rapport à la première : ainsi, aucune phrase n'est restée inchangée et Vendredi ou la Vie sauvage est organisé en séquences non numérotées, alors que la version originale est organisée en chapitres numérotés. Pour Michel Tournier, Vendredi ou la Vie sauvage constitue d'ailleurs une « version meilleure » de son roman Vendredi ou les Limbes du Pacifique.

### Robinson Crusoé du livret de bande dessinée «À grands pas» au Maroc
Dans les années 1980, le ministère de l'Éducation nationale du Maroc a édité une bande dessinée des aventures de Robinson Crusoé basé sur l'histoire de Vendredi ou la Vie sauvage de Michel Tournier et qui fait partie d'un ensemble pédagogique pour l'enseignement du français pour le premier cycle de l’enseignement fondamental.